# Nikołaj Fiodorow
Nikołaj Fiodorowicz Fiodorow (ros. Никола́й Фёдорович Фёдоров, ur. 26 maja?/7 czerwca 1829 w Kluczach w guberni tambowskiej, zm. 15 grudnia?/28 grudnia 1903 w Moskwie) – rosyjski filozof prawosławny, twórca tradycji kosmizmu rosyjskiego. Był prekursorem filozofii transhumanizmu jako zwolennik osiągnięcia przy pomocy metod naukowych radykalnego przedłużenia ludzkiego życia, ludzkiej nieśmiertelności i wskrzeszenia zmarłych ludzi. Zapowiadał podbój kosmosu, nie obawiał się przeludnienia Ziemi, zapowiadał zasiedlanie innych planet. Ze względu na tryb życia i swoją postawę nazywany bywał moskiewskim Sokratesem.
Idee Fiodorowa były inspiracją dla uczonych, m.in. Konstantina Ciołkowskiego, matematyka i fizyka, zwolennika ontologicznej jedności kosmosu, wynalazcy, twórcy teorii lotu rakiet i popularyzatora kolonizacji kosmosu, oraz Władimira Wiernadskiego minerologa i biochemika, zwolennika teorii jedności planety Ziemia, który rozwijał koncepcje biosfery i noosfery. Poglądy Fiodorowa stanowiły również inspirację dla rosyjskich powieściopisarzy, poetów i malarzy.

## Życiorys
Rodzice Nikołaja Fiodorowa pochodzili ze szlachty. Ojciec, Paweł Iwanowicz Gagarin pochodził z rodu Rurykowiczów, matka Jelizawieta Iwanowa z niższej szlachty. Nikołaj studiował w Odessie. Od 1854 do 1868 roku pracował jako nauczyciel w różnych rosyjskich miejscowościach. W roku 1878 rozpoczął pracę w moskiewskiej bibliotece narodowej. Fiodorow był przeciwnikiem własności intelektualnej i w ciągu całego swojego życia nie opublikował ani jednej pracy. Jego artykuły zostały wydane pośmiertnie pod wspólną nazwą: Filozofia fizycznego zmartwychwstania.
Pierwszy w Rosji pomnik Fiodorowa odsłonięto w październiku 2009 w Borowsku (Боровск), z okazji 180 rocznicy urodzin filozofa. Miasto Borowsk zostało wybrane nieprzypadkowo: tam Fiodorow pracował jako nauczyciel, i stamtąd w wieku 39 lat (w 1868) udał się pieszo do Moskwy, gdzie następnie został bibliotekarzem Румянцевского музея (późniejszej Biblioteki Narodowej); tam też mieszkał drugi słynny kosmista, Konstantin Ciołkowski.

## Fiodorow w kulturze
Fiodorow zainspirował  Fiodora Dostojewskiego do napisania powieści Bracia Karamazow. Jego idee na temat transhumanizmu są poruszane w powieści Jacka Dukaja pt. Lód.

## Prace Fiodorowa
- Fiłosofija obszcziego dieła
- Soczinienija
- Sobranije soczinienij w czetyrioch tomach

Prace Fiodorowa przetłumaczone na język polski
- Nikołaj Fiodorow, Filozofia wspólnego czynu, Wydawnictwo Marek Derewiecki, Kęty 2012

## Kwestia wskrzeszenia
Według Fiodorowa zastępowalność pokoleń rodzi podstawową niesprawiedliwość – pokolenie starsze daje dar życia pokoleniu młodszemu i nie otrzymuje w zamian nic, co byłoby jakościowo zbliżone. Konieczne jest zatem odwzajemnienie daru życia poprzez wskrzeszenie poprzednich pokoleń przez ludzi, którzy posiądą taką możliwość. Wskazuje na Jezusa Chrystusa i wskrzeszenie Łazarza interpretując to jako naukę i wskazanie dla ludzkości od Chrystusa-Wskrzesiciela. Idea ta nawiązuje do koncepcji bogoczłowieczeństwa . Idea aktywnego chrześcijaństwa przeciwstawiana jest przez Fiodorowa koncepcjom pasywno-kontemplacyjnym.